# Aclerda attenuata
Aclerda attenuata är en insektsart som beskrevs av Ferris 1921. Aclerda attenuata ingår i släktet Aclerda och familjen Aclerdidae. Inga underarter finns listade i Catalogue of Life.